# Dúo Normando
El Dúo Normando (oficialmente: Duo Normand) son dos carreras ciclistas contrarreloj por parejas francesa, tanto masculina como femenina, que se disputada en Marigny (departamento de Mancha), en el mes de septiembre. Es unas de las pocas pruebas ciclistas de estas características, junto con el ya desaparecido G. P. Eddy Merckx.
La masculina se disputa ininterrumpidamente desde 1982, aunque solo desde 1987 es una prueba para profesionales. Desde la creación de los Circuitos Continentales UCI está encuadrada en la categoría 1.2 del UCI Europe Tour (última categoría del profesionalismo) excepto en el 2006 que estuvo en una categoría superior:1.1. A pesar de ello si han participado equipos UCI ProTour. Desde la desaparición en 2007 del Luk Challenge es la única carrera profesional en este formato de contrarreloj por parejas.
Tiene 54,3 kilómetros y casi siempre se ha disputado por parejas del mismo equipo excepto en la edición del 2011 que se permitieron parejas mixtas.
El británico Chris Boardman es el corredor que más veces se ha impuesto, con tres victorias, siempre con una pareja diferente: Laurent Bezault, Paul Manning y Jens Voigt. Tres victorias presenta también Thierry Marie aunque una de ellas fue en categoría amateur.
Hasta el momento la única pareja que ha podido imponerse dos veces, son el australiano Luke Durbridge, con el canadiense Svein Tuft.
Desde el 2007 también se disputa para ciclistas femeninas pero como amateur.

## Palmarés

### Masculino
| Año                     | Ganador                                | Segundo                                 | Tercero                                |
| ----------------------- | -------------------------------------- | --------------------------------------- | -------------------------------------- |
| ediciones amateur       |                                        |                                         |                                        |
| 1982                    | Philippe Bouvatier Bruce Péan          | Éric Ragneau Dominique Ragneau          | Henrik Charucki François Mignon        |
| 1983                    | Brian Holm Jack Arvid Olsen            | Thierry Marie Alain Taillefer           | Bruno Cornillet Roland Le Clerc        |
| 1984                    | Christophe Gicquel Christophe Bachelot | Christian Lefebvre Jean-Paul Letourneur | Philippe Brenner Fabrice Henry         |
| 1985                    | Thierry Marie Charly Mottet            | William Perard Jacques Dutailly         | Bernard Richard Daniel Leveau          |
| 1986                    | Jack Arvid Olsen Peter Gylling         | Laurent Bezault Pascal Lino             | Frédéric Gallerne M. Saux              |
| ediciones profesionales |                                        |                                         |                                        |
| 1987                    | Thierry Marie Gérard Rué               | Richard Vivien Laurent Bezault          | Bernard Richard Roland Le Clerc        |
| 1988                    | Thierry Marie Philippe Bouvatier       | Peter Verbeken Bart Leysen              | Atle Kvålsvoll Olaf Lurvik             |
| 1989                    | Romes Gainetdinov Pável Tonkov         | Richard Vivien Jean-Louis Harel         | Paul Haghedooren Rob Harmeling         |
| 1990                    | Dmitri Vasíltxenko Yuri Manuylov       | Francis Moreau Laurent Pillon           | Michel Cargnello Jean-Luc Tasset       |
| 1991                    | Viacheslav Dzhavanián Andrei Teteriouk | Jan Karlsson Björn Johansson            | Thierry Gouvenou Christophe Capelle    |
| 1992                    | Gianfranco Contri Luca Colombo         | Jan Karlsson Glenn Magnusson            | Marcel Wüst Jean-Philippe Dojwa        |
| 1993                    | Chris Boardman Laurent Bezault         | Pascal Lance Eddy Seigneur              | Jan Karlsson Magnus Knutsson           |
| 1994                    | Gianfranco Contri Cristian Salvato     | Fabian Jeker Beat Meister               | Peter Verbeken Marc Streel             |
| 1995                    | Emmanuel Magnien Stéphane Pétilleau    | Pierre-Henri Menthéour Francis Urien    | Jean-Louis Harel Grégoire Balland      |
| 1996                    | Chris Boardman Paul Manning            | Jean-François Anti Stéphane Cueff       | Pascal Lance Marek Leśniewski          |
| 1997                    | Henk Vogels Cyril Bos                  | Eddy Seigneur Andrea Peron              | Pascal Lance Marek Leśniewski          |
| 1998                    | Magnus Bäckstedt Jérôme Neuville       | Carlos Da Cruz Guillaume Auger          | Francis Moreau David Millar            |
| 1999                    | Chris Boardman Jens Voigt              | Artūras Kasputis Gilles Maignan         | Frédéric Guesdon Bradley McGee         |
| 2000                    | László Bodrogi Daniele Nardello        | Marco Pinotti Rubens Bertogliati        | Frédéric Finot Anthony Langella        |
| 2001                    | Jonathan Vaughters Jens Voigt          | Fabian Cancellara Michael Rogers        | Bart Voskamp Remco van der Ven         |
| 2002                    | Yevgueni Petrov Filippo Pozzato        | Jonas Olsson Gustav Larsson             | Christian Poos Andy Cappelle           |
| 2003                    | Jean Nuttli Philippe Schnyder          | Benjamin Levécot Noan Lelarge           | Eugen Wacker Artem Botchkarev          |
| 2004                    | Eddy Seigneur Frédéric Finot           | Benjamin Levécot Noan Lelarge           | Sandy Casar Carlos Da Cruz             |
| 2005                    | Sylvain Chavanel Thierry Marichal      | Юрій Кривцов Erki Pütsep                | Dominique Cornu Jürgen Roelandts       |
| 2006                    | Ondřej Sosenka Radek Blahut            | Denis Robin Cédric Coutouly             | Florent Brard Stéphane Bergès          |
| 2007                    | Bradley Wiggins Michiel Elijzen        | Émilien-Benoît Bergès Denis Robin       | Gustav Larsson Víctor Hugo Peña        |
| 2008                    | Michael Tronborg Martin Mortensen      | Casper Jørgensen Michael Mørkøv         | Lieuwe Westra Jos Pronk                |
| 2009                    | Nikolái Trusov Artiom Ovechkin         | Serguéi Firsánov Aleksejs Saramotins    | Evgeny Popov Aleksandr Porsev          |
| 2010                    | Alexandr Pliuschin Artiom Ovechkin     | Jérémy Roy Anthony Roux                 | Nikita Novikov Dmitri Ignatjew         |
| 2011                    | Thomas Dekker Johan Vansummeren        | Jérémy Roy Anthony Roux                 | Jens Mouris Martijn Keizer             |
| 2012                    | Luke Durbridge Svein Tuft              | Alex Dowsett Luke Rowe                  | Robert Vrečer Andreas Hofer            |
| 2013                    | Luke Durbridge Svein Tuft              | Michael Hepburn Jens Mouris             | Kristof Vandewalle Julien Vermote      |
| 2014                    | Reidar Borgersen Truls Engen Korsæth   | Anthony Delaplace Arnaud Gérard         | Ivan Balykin Artiom Ovechkin           |
| 2015                    | Victor Campenaerts Jelle Wallays       | Dimitri Claeys Olivier Pardini          | Martin Toft Madsen Mathias Westergaard |
| 2016                    | Luke Durbridge Svein Tuft              | Lars Carstensen Martin Toft Madsen      | Johan Le Bon Marc Fournier             |
| 2017                    | Anthony Delaplace Pierre-Luc Périchon  | Mathias Norsgaard Mikkel Bjerg          | David Boucher Timothy Stevens          |
| 2018                    | Martin Toft Madsen Rasmus Quaade       | Emil Vinjebo Casper von Folsach         | Bruno Armirail Jérémy Roy              |
| 2019                    | Mathias Norsgaard Rasmus Quaade        | Christophe Laporte Anthony Perez        | Matthias Brändle Patrick Gamper        |

### Femenino
| Año               | Ganadoras                               | Segundas                                  | Terceras                                |
| ----------------- | --------------------------------------- | ----------------------------------------- | --------------------------------------- |
| ediciones amateur |                                         |                                           |                                         |
| 2007              | Julie Dheruelle Emmanuelle Merlot       | Helen Carter Lesley-Anne Walking          | Lynn Hamel Charlotte Wadsworth          |
| 2008              | Karine Gautar-Roussel Emmanuelle Merlot | Christelle Ferrier-Bruneau Mélanie Bravar | Emilie Lebrun Kathryn Watt              |
| 2009              | Audrey Cordon Emmanuelle Merlot         | Christian Lefebvre Jean-Paul Letourneur   | Philippe Brenner Fabrice Henry          |
| 2010              | Audrey Cordon Emmanuelle Merlot         | Ann Bowditch Lesley-Anne Walking          | Diane Moss Melissa Mather               |
| 2011              | Aude Biannic Coralie Demay              | Emmanuelle Merlot Audrey Cordon           | Svetlana Paulikaiute Francesca Faustini |
| 2012              | Vera Koedoover Anna van der Breggen     | Roxane Fournier Mélodie Lesueur           | Birgit Lavrijseen Inge Roggeman         |
| 2013              | Annabelle Dreville Fanny Leleu          | Ann Bowditch Karina Bowie                 | Laudine Genee Molly Meyvisch            |